# Station Wrexham Central
Wrexham Central is een spoorwegstation van National Rail in Wrexham in Wales. Het station is eigendom van Network Rail en wordt beheerd door Transport for Wales. 